# Joseph Jaquet (homme politique)
Pour les articles homonymes, voir Joseph Jaquet et Jaquet.
Joseph Jaquet, né le 4 août 1822 à Estavannens et mort le 3 août 1900 à Echarlens, est une personnalité politique suisse.
Il est membre du Conseil des États de 1868 à 1872, puis du Conseil national jusqu'en 1884 et, parallèlement, du Conseil d'État du canton de Fribourg de 1872 à 1874, à la tête de la Direction de l’Intérieur.

## Source
- Georges Andrey, John Clerc, Jean-Pierre Dorand et Nicolas Gex, Le Conseil d’État fribourgeois : 1848-2011 : son histoire, son organisation, ses membres, Fribourg, Éditions La Sarine, 2012, 143 p. (ISBN 978-2-88355-153-4, lire en ligne), p. 47